# Sexpionaje (película)
Sexpionaje (título original: Secret Weapons) es un telefilme de 1985 dirigida por Don Taylor y protagonizada por Sally Kellerman, Linda Hamilton y Hunt Block.

## Argumento
La joven ciudadana rusa Elena Koslov es una mujer que ha sido reclutada para ser una espía sexual. Es decir, tiene la misión de seducir a los hombres y posicionarlos en situaciones comprometidas, para que puedan ser objeto de chantaje.
Sin embargo los problemas empiezan a aparecer cuando ella se enamora de uno de sus objetivos, y debe encontrar además la manera de evitar la constante vigilancia.

## Reparto
| Actor              | Personaje                 |
| ------------------ | ------------------------- |
| Sally Kellerman    | Vera Malevich             |
| Linda Hamilton     | Elena Koslov / Joanna     |
| Hunt Block         | Jack Spaulding            |
| Viveca Lindfors    | Tía Rosa Koslov           |
| Geena Davis        | Tamara Reshevsky / Brenda |
| Barrie Ingham      | General Suslev            |
| Christopher Atkins | Allen Collier             |

## Recepción
Hoy en día el telefilme ha sido valorado en portales cinematográficos. En IMDb, con 319 votos registrados, el filme obtiene una media ponderada de 5,3 sobre 10. En cuanto a La Vanguardia, el 86 % de los usuarios registrados allí le dan a la película una valoración positiva.